# Kanał 31 (Kazachstan)
Kanał 31 (kaz. 31 арна; ros. 31 канал) – kazachska stacja telewizyjna, która rozpoczęła nadawanie 15 sierpnia 1993. Nadaje programy informacyjne w języku rosyjskim i kazachskim, a także filmy, seriale, talk show, programy dla dzieci, programy kulturalne, historyczne czy rozrywkowe.